# Tolvajtirannusz
A tolvajtirannusz (Legatus leucophaius) a madarak osztályának a verébalakúak (Passeriformes) rendjébe és a királygébicsfélék (Tyrannidae) családjába tartozó Legatus nem egyetlen képviselője.

## Rendszerezése
A fajt Louis Pierre Vieillot francia ornitológus írta le 1818-ban, a Platyrhynchos nembe Platyrhynchos leucophaius néven.

## Alfajai
- Legatus leucophaius leucophaius (Vieillot, 1818)
- Legatus leucophaius variegatus (P. L. Sclater, 1857)[2]

## Előfordulása
Mexikóban, Közép-Amerika nagy részén, valamint a trópusi és szubtrópusi Dél-Amerikában honos.
Természetes élőhelye szubtrópusi és trópusi síkvidéki és hegyi esőerdők, valamint szántóföldek, legelők és másodlagos erdők. Vonuló faj.

## Megjelenése
Testtömege 17 gramm, testtömege 23-26 gramm.
|  |

## Életmódja
Rovarokkal és gyümölcsökkel táplálkozik.

## Természetvédelmi helyzete
Az elterjedési területe rendkívül nagy, egyedszáma pedig stabil. A Természetvédelmi Világszövetség Vörös listáján nem fenyegetett fajként szerepel.